# Dortmund
Dortmund (phiên âm tiếng Việt: Đoóc-mun; tiếng Đức: [ˈdɔʁtmʊnt] ⓘ, tiếng La tinh: Tremonia) là một thành phố nằm về phía đông của vùng Ruhr. Dortmund là thành phố lớn nhất cũng như là trung tâm kinh tế và thương mại của Westfalen. Tùy theo thời điểm thống kê và nguồn, thành phố đứng hàng từ thứ sáu đến thứ tám trong số các thành phố lớn nhất Đức. Đây cũng là thành phố có tỉ lệ người nước ngoài khá cao( khoảng 30% dân số).
Dortmund phát triển từ một thành phố công nghiệp trở thành một nơi của công nghệ cao trong bang Nordrhein-Westfalen: được biết đến trước kia đạc biệt là qua thép, than đá và bia cũng như qua câu lạc bộ bóng đá Borussia Dortmund, việc biến đổi từ công nghiệp nặng qua dịch vụ và nghiên cứu cho đến công nghệ cao đã hoàn tất. Mặc dầu vậy thành phố vẫn còn có một trong những tỷ lệ thất nghiệp cao nhất trong miền tây nước Đức. Dortmund là trọng điểm giao thông quan trọng nhất về phía đông của vùng Ruhr và là điểm thu hút cho vùng phù cận chịu nhiều ảnh hưởng nông thôn. Từ khi vượt qua ngưỡng 100.000 người dân vào năm 1895, Dortmund là một thành phố lớn.
Biểu tượng của thành phố là Nhà thờ thánh Reinold (Reinoldikirche), Chữ U Dortmund, Tháp Florian cũng như là Sân vận động Westfalen, Công viên Westfalen và Hội trường Westfalen (Westfalenhallen).